# Голуша, Якуб
Я́куб Голу́ша (чеш. Jakub Holuša; род. 20 февраля 1988, Опава, Моравскосилезский край, Чехословакия) — чешский легкоатлет, специализирующийся в беге на средние дистанции. Серебряный призёр чемпионатов мира в помещении (2012, 2016). Чемпион Европы в помещении (2015) в беге на 1500 метров. Семикратный чемпион Чехии. Участник летних Олимпийских игр 2008, 2012 и 2016 года.

## Биография
Перед тем, как прийти в лёгкую атлетику, занимался футболом и спортивным ориентированием. Начинал свою беговую карьеру со стипль-чеза. В 2005 году на юношеском чемпионате мира занял седьмое место, став лучшим среди европейских бегунов. Через два года выиграл чемпионат Европы среди юниоров в беге на 3000 метров с препятствиями, но сразу после финиша сказал, что больше не будет бегать эту дистанцию. По словам Якуба, стипль-чез был «слишком длинным» для него, поэтому он бы хотел сосредоточиться на 1500 метрах.
С нового сезона он действительно сменил специализацию, однако наилучшие результаты стали получаться в беге на 800 метров. Всего за полгода он прошёл путь от новичка на этой дистанции до участника Олимпийских игр. Поехать в Пекин ему позволил результат 1.46,15, показанный в начале июня 2008 года в Берлине. Первый олимпийский опыт нельзя было назвать удачным: Голуша не смог пройти дальше предварительных забегов.
В новом сезоне стал бронзовым призёром чемпионата Европы среди молодёжи в беге на 1500 метров, но это была всего лишь реабилитация за неудачу в основном виде, 800 метров, где он не попал в финал. Якуб по-прежнему делал ставку на бег на 2 круга. В 2010 году он установил новый рекорд Чехии для залов (1.46,09), занял высокое 5-е место на зимнем чемпионате мира и на летнем чемпионате Европы. Всего 0,09 секунды ему не хватило до медали и на чемпионате Европы в помещении 2011 года в беге на 1500 метров.
Полосу невезения удалось прервать в 2012 году. Якуб сенсационно стал вторым на зимнем чемпионате мира, проиграв 800 метров только эфиопу Мохаммеду Аману. Правда, на летнем чемпионате Европы ему снова пришлось довольствоваться двумя 5-ми местами, в беге на 800 метров и в эстафете 4×400 метров (с рекордом страны 3.02,72). На Олимпийских играх в Лондоне повторился сценарий 4-летней давности, Голуша снова не смог выйти в полуфинал.
Начало 2013 года пропустил из-за травмы, а летом был далёк от своей лучшей формы. По окончании сезона Якуб решился на очередные перемены: наконец переключился на бег на 1500 метров и перешёл к тренеру Иржи Секвенту (за карьеру он довольно часто менял наставников: в разные годы его тренировали Ян Шкрабал, Йозеф Ведра и Далибор Купка). Смена специализации пошла ему на пользу. Он несколько раз обновил рекорды страны на 1500 метров на открытом воздухе и в помещении. Перед родными трибунами выиграл зимний чемпионат Европы 2015 года, завоевал серебро чемпионата мира в залах. Благодаря этим успехам стал одним из сильнейших средневиков в Старом Свете.
На Олимпийских играх в Рио-де-Жанейро выиграл свой забег в первом круге, а в полуфинале ему не хватило меньше секунды, чтобы пройти в решающую стадию.
Является выпускником Колледжа экономики и менеджмента в Праге.

## Основные результаты
| Год  | Турнир                          | Место проведения         | Дисциплина       | Место       | Результат |
| ---- | ------------------------------- | ------------------------ | ---------------- | ----------- | --------- |
| 2005 | Чемпионат мира среди юношей     | Марракеш, Марокко        | 2000 м с/п       | 7-е         | 5.43,39   |
| 2007 | Чемпионат Европы среди юниоров  | Хенгело, Нидерланды      | 3000 м с/п       | 1-е         | 8.50,30   |
| 2008 | Чемпионат мира в помещении      | Валенсия, Испания        | 800 м            | 24-е (заб.) | 1.51,09   |
| 2008 | Олимпийские игры                | Пекин, Китай             | 800 м            | 41-е (заб.) | 1.48,19   |
| 2009 | Командный чемпионат Европы      | Лейрия, Португалия       | 800 м            | 8-е         | 1.49,22   |
| 2009 | Чемпионат Европы среди молодёжи | Каунас, Литва            | 800 м            | 10-е (заб.) | 1.49,63   |
| 2009 | Чемпионат Европы среди молодёжи | Каунас, Литва            | 1500 м           | 3-е         | 3.51,46   |
| 2010 | Чемпионат мира в помещении      | Доха, Катар              | 800 м            | 5-е         | 1.47,28   |
| 2010 | Чемпионат Европы                | Барселона, Испания       | 800 м            | 5-е         | 1.47,45   |
| 2011 | Чемпионат Европы в помещении    | Париж, Франция           | 1500 м           | 5-е         | 3.41,57   |
| 2011 | Командный чемпионат Европы      | Стокгольм, Швеция        | 1500 м           | 6-е         | 3.40,69   |
| 2012 | Чемпионат мира в помещении      | Стамбул, Турция          | 800 м            | 2-е         | 1.48,62   |
| 2012 | Чемпионат Европы                | Хельсинки, Финляндия     | 800 м            | 5-е         | 1.48,99   |
| 2012 | Чемпионат Европы                | Хельсинки, Финляндия     | эстафета 4×400 м | 5-е         | 3.02,72   |
| 2012 | Олимпийские игры                | Лондон, Великобритания   | 800 м            | 27-е (заб.) | 1.46,87   |
| 2014 | Чемпионат мира в помещении      | Сопот, Польша            | 1500 м           | 5-е         | 3.39,23   |
| 2014 | Командный чемпионат Европы      | Брауншвейг, Германия     | 1500 м           | 1-е         | 3.37,74   |
| 2014 | Командный чемпионат Европы      | Брауншвейг, Германия     | 3000 м           | 2-е         | 7.51,43   |
| 2014 | Чемпионат Европы                | Цюрих, Швейцария         | 1500 м           | — (финал)   | DNS       |
| 2015 | Чемпионат Европы в помещении    | Прага, Чехия             | 1500 м           | 1-е         | 3.37,68   |
| 2015 | Чемпионат мира                  | Пекин, Китай             | 1500 м           | 30-е (заб.) | 3.43,66   |
| 2016 | Чемпионат мира в помещении      | Портленд, США            | 1500 м           | 2-е         | 3.44,30   |
| 2016 | Чемпионат Европы                | Амстердам, Нидерланды    | 1500 м           | — (заб.)    | DQ        |
| 2016 | Олимпийские игры                | Рио-де-Жанейро, Бразилия | 1500 м           | 17-е (1/2)  | 3.40,83   |